# Ibiza (település)
Ibiza egy város Spanyolországban, a Baleár-szigeteken. Ibiza Santa Eulària des Riu, Sant Antoni de Portmany és Sant Josep de sa Talaia községekkel határos. Lakosainak száma 53 717 fő (2024).

## Népesség
A település népessége az elmúlt években az alábbi módon változott:
| Lakosok száma | 34 779 | 40 991 | 42 884 | 48 684 | 49 388 | 49 693 | 49 549 | 49 783 | 50 643 | 53 717 |
|               | 2001   | 2004   | 2006   | 2009   | 2011   | 2014   | 2016   | 2019   | 2021   | 2024   |